# Pseudombrophila ramosa
Pseudombrophila ramosa är en svampart som först beskrevs av Josef Velenovský, och fick sitt nu gällande namn av Johannes van Brummelen 1995. Pseudombrophila ramosa ingår i släktet Pseudombrophila och familjen Pyronemataceae.   Inga underarter finns listade i Catalogue of Life.